# Ник Фипс
Ник Фипс (енгл. Nick Phipps; 9. јануар 1989) професионални је рагбиста и аустралијски репрезентативац који тренутно игра за НЈВ Варатаси.

## Биографија
Висок 180 цм, тежак 87 кг, Фипс је пре Варатаса играо за Мелбурн Ребелс и Сиднеј Старс. За "валабисе" је до сада одиграо 36 тест мечева и постигао 5 есеја.